# Coppa Nordamericana di skeleton 2008
La Coppa Nordamericana di skeleton 2008 è stata l'ottava edizione del circuito continentale nordamericano di skeleton, manifestazione organizzata dalla Federazione Internazionale di Bob e Skeleton; è iniziata l'11 gennaio 2008 a Park City, negli Stati Uniti, e si è conclusa il 5 aprile 2008 a Lake Placid, sempre negli Stati Uniti. Si sono disputate dodici gare: sei per le donne e altrettante per gli uomini in tre differenti località.
Vincitori dei trofei, conferiti agli atleti classificatisi per primi nel circuito, sono stati la neozelandese Louise Corcoran nel singolo femminile e il giapponese Yuki Sasahara in quello maschile.

## Calendario
| Località    | Data               | Donne | Uomini |
| ----------- | ------------------ | ----- | ------ |
| Park City   | 11–12 gennaio 2008 | ●●    | ●●     |
| Calgary     | 19–20 gennaio 2008 | ●●    | ●●     |
| Lake Placid | 4–5 aprile 2008    | ●●    | ●●     |
| Totale      | Totale             | 6     | 6      |

## Risultati

### Donne
| Data            | Località    | Prime classificate            | Seconde classificate              | Terze classificate            |
| --------------- | ----------- | ----------------------------- | --------------------------------- | ----------------------------- |
| 11 gennaio 2008 | Park City   | Louise Corcoran Nuova Zelanda | Donna Creighton Regno Unito       | Samantha Backwell Regno Unito |
| 12 gennaio 2008 | Park City   | Teniele Richards Australia    | Darla Deschamps-Montgomery Canada | Cassie Revelli Stati Uniti    |
| 19 gennaio 2008 | Calgary     | Katharina Heinz Germania      | Julia Eichhorn Germania           | Rebecca Sorensen Stati Uniti  |
| 20 gennaio 2008 | Calgary     | Louise Corcoran Nuova Zelanda | Keslie Tomlinson Stati Uniti      | Rebecca Sorensen Stati Uniti  |
| 4 aprile 2008   | Lake Placid | Anja Huber Germania           | Marion Thees Germania             | Shelley Rudman Regno Unito    |
| 5 aprile 2008   | Lake Placid | Shelley Rudman Regno Unito    | Anja Huber Germania               | Anne O'Shea Stati Uniti       |

### Uomini
| Data            | Località    | Primi classificati     | Secondi classificati       | Terzi classificati        |
| --------------- | ----------- | ---------------------- | -------------------------- | ------------------------- |
| 11 gennaio 2008 | Park City   | Jeff Pain Canada       | Chris Type Regno Unito     | Yuki Sasahara Giappone    |
| 12 gennaio 2008 | Park City   | Yuki Sasahara Giappone | Yuzuru Hanyuda Giappone    | Paul Fraser Canada        |
| 19 gennaio 2008 | Calgary     | Jeff Pain Canada       | Andy Wood Regno Unito      | Michi Halilovic Germania  |
| 20 gennaio 2008 | Calgary     | Jamie Landry Canada    | Iain Roberts Nuova Zelanda | John Fairbairn Canada     |
| 4 aprile 2008   | Lake Placid | John Daly Stati Uniti  | Caleb Smith Stati Uniti    | Sebastian Haupt Germania  |
| 5 aprile 2008   | Lake Placid | John Daly Stati Uniti  | Frank Rommel Germania      | Chris Burgess Stati Uniti |

## Classifiche

### Donne
| Pos. | Atleta                     | Nazione       | PKC-1 | PKC-2 | CAL-1 | CAL-2 | LAK-1 | LAK-2 | Punti |
| ---- | -------------------------- | ------------- | ----- | ----- | ----- | ----- | ----- | ----- | ----- |
| 1    | Louise Corcoran            | Nuova Zelanda | 1     | -     | 6     | 1     | 12    | 11    | 248   |
| 2    | Darla Deschamps-Montgomery | Canada        | 8     | 2     | 7     | -     | 6     | 5     | 224   |
| 3    | Cassie Revelli             | Stati Uniti   | 6     | 3     | 13    | 5     | 14    | 19    | 204   |
| 4    | Teniele Richards           | Australia     | 5     | 1     | 14    | 4     | -     | -     | 194   |
| 5    | Rebecca Sorensen           | Stati Uniti   | -     | -     | 3     | 3     | 5     | 8     | 191   |
| 6    | Kimber Gabrysak            | Stati Uniti   | 14    | 8     | 15    | 7     | 22    | 16    | 149   |
| 7    | Micaela Widmer             | Canada        | 13    | 7     | 17    | -     | 10    | 9     | 148   |
| 8    | Anja Huber                 | Germania      | -     | -     | -     | -     | 1     | 2     | 140   |
| 9    | Shannon Hinds              | Canada        | 15    | 9     | 11    | -     | 15    | 10    | 140   |
| 10   | Michelle Bartleman         | Canada        | 11    | 4     | 16    | -     | 21    | 14    | 134   |

### Uomini
| Pos. | Atleta             | Nazione     | PKC-1 | PKC-2 | CAL-1 | CAL-2 | LAK-1 | LAK-2 | Punti |
| ---- | ------------------ | ----------- | ----- | ----- | ----- | ----- | ----- | ----- | ----- |
| 1    | Yuki Sasahara      | Giappone    | 3     | 1     | 10    | 7     | 13    | 10    | 258   |
| 2    | Chris Burgess      | Stati Uniti | 10    | 4     | 15    | 11    | 6     | 3     | 229   |
| 3    | Yuzuru Hanyuda     | Giappone    | 4     | 2     | 5     | 4     | -     | -     | 210   |
| 4    | Charles Wlodarczak | Canada      | 8     | 6     | 9     | 5     | 18    | 12    | 199   |
| 5    | Jamie Landry       | Canada      | 7     | 14    | 4     | 1     | -     | -     | 187   |
| 6    | John Fairbairn     | Canada      | -     | -     | 8     | 3     | 9     | 4     | 175   |
| 7    | Hiroatsu Takahashi | Giappone    | 9     | 5     | 16    | 8     | 16    | 16    | 175   |
| 8    | John Daly          | Stati Uniti | -     | -     | -     | -     | 1     | 1     | 150   |
| 8    | Jeff Pain          | Canada      | 1     | -     | 1     | -     | -     | -     | 150   |
| 10   | Jun Takeuchi       | Giappone    | 18    | 10    | 13    | 10    | 17    | 15    | 146   |